# Gabriele Sadowski
Gabriele Sadowski (* 18. Februar 1964 als Gabriele Hannich in Kleinmachnow) ist eine deutsche Chemikerin und hat den Lehrstuhl für Thermodynamik an der Fakultät Bio- und Chemieingenieurwesen der Technischen Universität Dortmund inne.

## Werdegang
Gabriele Sadowski studierte an der Technischen Hochschule Leuna-Merseburg von 1982 bis 1987 Chemie. Nach der anschließenden Doktorarbeit von 1987 bis 1991 arbeitete Sadowski 1992 zunächst für kurze Zeit als wissenschaftliche Angestellte am Institut für Wasser-, Boden- und Lufthygiene (BGA). Danach wechselte sie als Assistentin an die TU Berlin in das Fachgebiet Thermodynamik und Thermische Verfahrenstechnik. 2000 habilitierte sie mit dem Thema „Thermodynamik der Polymerlösungen“. 2001 erfolgte der Ruf auf den Lehrstuhl Thermodynamik an die Universität Dortmund, nachdem sie bereits im Vorjahr die Vertretung der vakant gewordenen Professorenstelle nach der Emeritierung von Siegfried Schulz übernommen hatte. 2004 erhielt sie einen Ruf an die Universität Hannover, den sie jedoch ablehnte.
2009 wurde sie in die Nordrhein-Westfälische Akademie der Wissenschaften und der Künste aufgenommen. Sadowski ist zudem Mitglied der Deutschen Akademie der Technikwissenschaften (Acatech).
Mit Wirkung vom 1. Februar 2022 wurde Sadowski von Bundespräsident Frank-Walter Steinmeier in den deutschen Wissenschaftsrat berufen.

## Arbeitsschwerpunkte
Sadowski arbeitet
- an der Modellierung thermodynamischer Eigenschaften auf molekularer Basis, hier ist insbesondere die Weiterentwicklung der Zustandsgleichung „Perturbed-Chain SAFT“ zu nennen,
- an der Modellierung von Polymer- und Copolymer-Systemen,
- an der Absorption und Diffusion in Polymeren,
- an der Messung und Modellierung von thermodynamischen Eigenschaften von Systemen mit biologischen Molekülen (Proteinen, Osmolyten),
- an der experimentellen Bestimmung und Modellierung von Feststoff-Löslichkeiten
- an der Kristallisation von Pharmazeutika sowie
- am Down-Stream Processing in der Biotechnologie

## Ehrungen
Sadowski erhielt 1999 den Arnold-Eucken-Preis der Gesellschaft für Verfahrenstechnik und Chemieingenieurwesen des VDI und 2002 den „Young Faculty Grant“ von DuPont.
2011 zählte sie zu den zehn Forschenden, die mit dem international höchstdotierten Forschungspreis Gottfried-Wilhelm-Leibniz-Preis ausgezeichnet wurden. Im Mai 2020 wurde die Verleihung des „Distinguished Lecture Award in Thermodynamics and Transport Phenoma“ durch die European Federation of Chemical Engineering EFCE an Sadowski bekanntgegeben. Die Preisverleihung erfolgt im Juli 2021 im Rahmen des 31. Symposium on Applied Thermodynamics (ESAT) in Paris.

## Publikationen (Auswahl)

### Fachartikel
- mit Joachim Gross: Perturbed-Chain SAFT. An Equation of State Based on a Perturbation Theory for Chain Molecules. In: Industrial & Engineering Chemistry Research. Band 40, Nummer 4/2001, doi:10.1021/ie0003887, S. 1244–1260.
- mit Feelly Tumukaka, Joachim Gross: Modeling of Polymer Phase Equilibria using Perturbed-Chain SAFT. In: Fluid Phase Equilibria. Band 194–197, 30. März 2002. doi:10.1016/S0378-3812(01)00785-3, S. 541–551.
- mit Kai-Martin Krüger: Fickian and Non-Fickian Sorption Kinetics of Toluene in Glassy Polystyrene. In: Macromolecules. Band 38. Nummer 20. 27. August 2005. doi:10.1021/ma050353o, S. 8408–8417.
- mit K. Kiesow, F. Tumakaka: Experimental Investigation and Prediction of Oiling Out During Crystallization Processes. In: J. Cryst. Growth 310 (2008). S. 4163–4168.
- mit F. Ruether: Modeling the solubility of pharmaceuticals in pure solvents and solvent mixtures for drug process design. In: J. Pharmaceutical Sci. 98 (2009) 4205–4215
- mit C. Brandenbusch, B. Bühler, P. Hoffmann, A. Schmid: Efficient Phase Separation and Product Recovery in Organic-Aqueous Bioprocessing Using Supercritical Carbon Dioxide. In: Biotechnology and Bioengineering. 107 (2010) 642–651.
- mit S. Naeem: pePC-SAFT: Modeling of Polyelectrolyte Systems. 1. Vapour-Liquid Equilibria. In: Fluid Phase Equilibria 299 (2010) 84–93.
- mit S. Naeem: pePC-SAFT: Modeling of Polyelectrolyte Systems. 2. Aqueous Two-Phase Systems. in: Fluid Phase Equilibria,  306 (2011) 67–75.

### Beiträge in Anthologien
- mit Wagner, A.; Bunse, M. J.; Held, C.: Thermodynamic Activity-Based Michaelis Constants. In: Lakshmanan Rajendran und Carlos Fernandez (Hrsg.): Kinetics of Enzymatic Synthesis. IntechOpen, London 2019, doi:10.5772/intechopen.80235, ISBN 978-1789850291, S. 27–49.